# Dampjoux
Dampjoux település Franciaországban, Doubs megyében. Lakosainak száma 164 fő (2022. január 1.). Dampjoux Villars-sous-Dampjoux, Noirefontaine, Bief és Les Terres-de-Chaux községekkel határos.

## Népesség
A település népességének változása:
| Lakosok száma | 116  | 128  | 113  | 140  | 173  | 179  | 172  | 170  | 169  | 164  |
|               | 1968 | 1982 | 1990 | 2006 | 2013 | 2015 | 2017 | 2019 | 2020 | 2022 |